# Rancate (Mendrisio)
Rancate (in dialetto ticinese Rencà) è un ex comune ticinese che dal 2009 è diventato quartiere costitutivo della Città di Mendrisio.

## Geografia fisica
Rancate è situato ai piedi del versante meridionale del Monte San Giorgio.

## Storia
La storia di Rancate quale luogo di insediamento umano si colloca all'interno della più generale storia di tutta la zona del Mendrisiotto, che vede il passaggio di numerose popolazioni, tra cui i Liguri, gli Etruschi, i Celti, i Romani e i popoli barbarici.    
La prima citazione specifica del toponimo si colloca però nel 1190, quando il villaggio - dotato di fortificazioni e chiamato "Rancade" - costituiva un abitato del Contado del Seprio.
La prima menzione come comune risale al 1335, anche se forse era già tale sul finire del XIII secolo. Dal punto di vista amministrativo e spirituale Rancate dipese dalla pieve di Riva S. Vitale fino al 1528, quando si separò dalla chiesa matrice e la chiesa di Santo Stefano divenne parrocchia.
Nel 1798, Rancate fece parte dell'effimeraRepubblica di Riva.
La vita dei rancatesi, fino alla fine della Seconda Guerra Mondiale, fu dedicata soprattutto allo sfruttamento delle risorse della terra e questo è confermato dalla presenza di numerose corti, che sono "l'espressione più autentica della vita e della cultura contadine", ma anche dalla presenza di mulini (Pizzuolo, Tana, Molino Nuovo) e di un maglio (Penate), ossia un'officina in cui l'acqua veniva sfruttata come fonte di energia per lavorare i metalli e ricavarne arnesi agricoli. L'attività agricola e artigianale fu sempre affiancata dall'emigrazione, anche di artigiani e artisti, che nel tentativo di far fronte alla scarsità dei frutti dell'agricoltura spesso riuscirono anche ad ottenere una certa fama, come ad esempio Carlo Fontana, Grazioso Rusca e Giuseppe Belloni. Le mete di queste migrazioni, spesso stagionali, andarono via via ampliandosi, portando i gli abitanti inizialmente in direzione dell'Italia, e poi, soprattutto dalla metà del XVII secolo, in Europa centrale e orientale, e infine in America (XX secolo).
Con il passare del tempo, in particolare a seguito della Seconda Guerra Mondiale, il paese perse la sua vocazione prettamente agricola, acquisendo invece quella residenziale, e in seguito industriale.

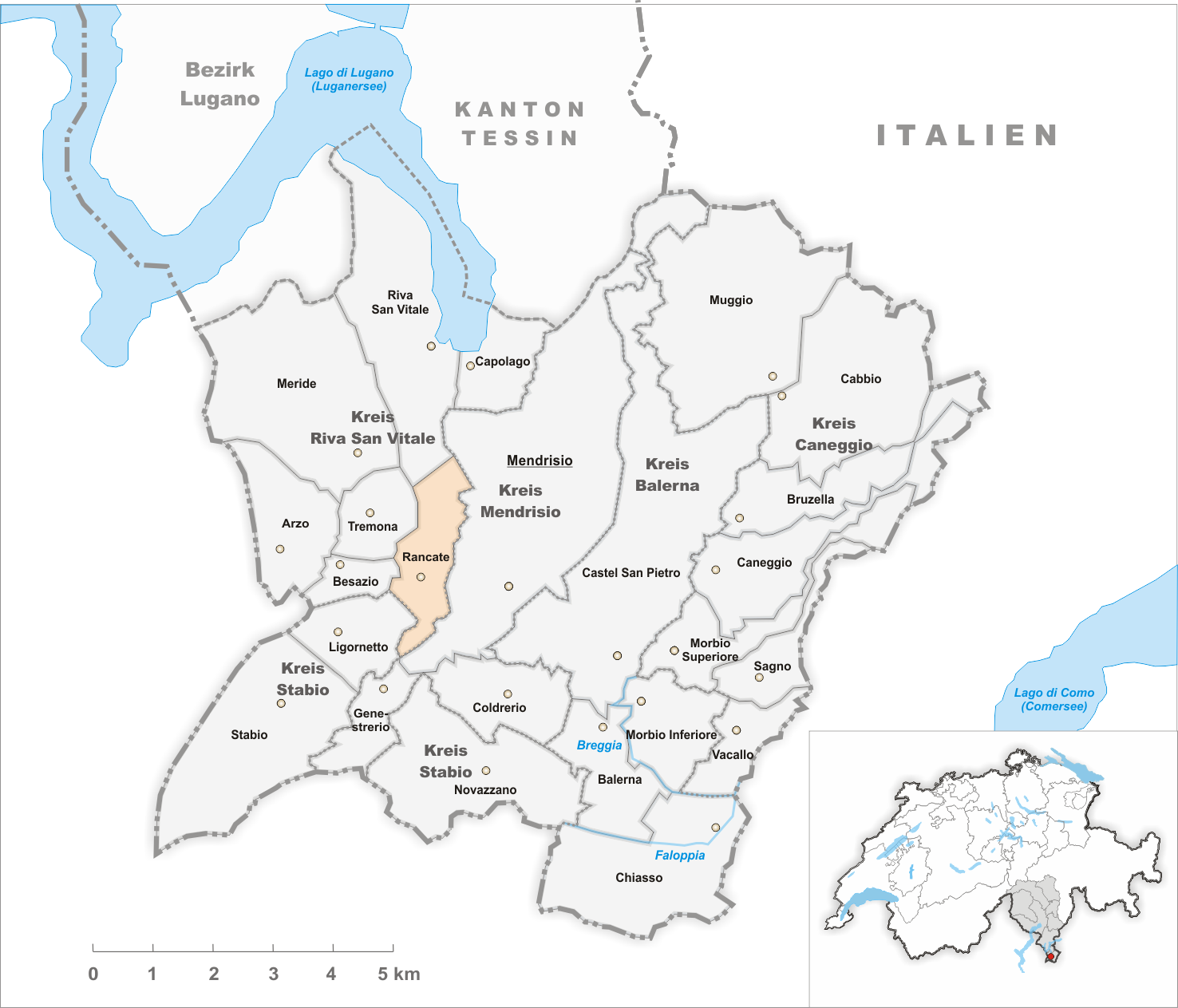
Il territorio del comune di Rancate prima degli accorpamenti comunali del 2009

Già comune autonomo che si estendeva per 2,28 km², il 5 aprile 2009 è stato accorpato a Mendrisio assieme agli altri comuni soppressi di Arzo, Capolago, Genestrerio e Tremona.

### Simboli
Lo stemma viene descritto da Gastone Cambin come "una brisura dello stemma della famiglia Rancate (derivante da quella dei Torriani di Mendrisio), che godette diritti di cittadinanza a Rancate".

## Monumenti e luoghi d'interesse
- Chiesa di Santo Stefano: la chiesa parrocchiale di Santo Stefano è attestata dal 1466 e divenne parrocchia nel 1528, quando Rancate ottenne la sua indipendenza amministrativa e spirituale dalla pieve di Riva S. Vitale[12]. L'edificio attuale risale però al XVIII secolo, e in particolare agli anni compresi tra il 1771 e il 1774, quando la chiesa fu ricostruita e ampliata da Innocenzo Regazzoni, che le diede un gusto tardobarocco (consacrazione nel 1818)[12]. Al suo interno sono conservate opere di numerosi artisti attivi nella regione, tra cui Grazioso Rusca e Giovanni Battista Bagutti[13].
- Oratorio di S. Giovanni Battista: edificio del XVII secolo restaurato nel 1983-1984[14] sul cui sagrato sono presenti 14 cappelle della Via Crucis che un tempo portavano gli affreschi Antonio Rinaldi, oggi scomparsi[15].
- Casa Caroni, eretta nel XVII secolo, epoca a cui risalgono gli stucchi e la volta a botte che ne caratterizzato l'ingresso.[16]
- Casa Coduri, dotata di portale in pietra di Saltrio risalente al XVIII secolo.[16]
- Ex-palazzo comunale, ricavato in una vecchia abitazione rurale ristrutturata nel 1987.[4]
- Colonna di piazza Santo Stefano, in cima alla quale è posta una statua raffigurante lo stesso santo, scolpita nel 1796 da Grazioso Rusca.[16]

## Società

### Evoluzione demografica
L'evoluzione demografica è riportata nella seguente tabella:
Abitanti censiti

## Cultura

### Musei

#### Pinacoteca Giovanni Züst
La pinacoteca deve il suo nome e la sua nascita alla donazione del dottor Giovanni Züst, originario di Basilea,  il quale nel corso della sua vita collezionò numerose pitture e oggetti antichi e il 9 giugno 1966 decise di donare al Canton Ticino la sua collezione di opere di artisti attivi sul territorio ticinese dal XVII al XIX secolo. Tale collezione è costituita in larga parte da opere di Antonio Rinaldi, pittore originario di Tremona che rappresenta l'anima più locale della collezione, vista anche la sua permanenza del Mendrisiotto per gran parte della sua vita. L'altra anima invece presenta opere il cui vertice è rappresentato dal Serodine e dal Petrini e che si collocano in una relazione meno stretta con il territorio locale ma che occupano un ruolo importante per l'arte del loro tempo (infatti, Roberto Longhi definisce il Serodine "non soltanto il più forte pittore del Canton Ticino, ma uno dei maggiori di tutto il Seicento italiano").
A fianco di queste opere, che nel corso del tempo sono aumentate grazie a donazioni, prestiti e acquisti, sono spesso organizzate delle mostre temporanee.

### Arte
La scarsità dei proventi derivanti dall'agricoltura spinsero molti uomini, spesso artisti e artigiani, a emigrare. L'inizio dell'emigrazione artistica come fenomeno collettivo si situa nel XII secolo, ma fu soprattutto nei secoli successivi che il fenomeno conobbe una notevole espansione, portando le maestranze di Genestrerio in vari Paesi europei (soprattutto Italia, Francia e Russia). Alcuni di questi migranti riuscirono ad affermarsi come artisti di valore, e tra di essi si possono annoverare Carlo Fontana, Grazioso Rusca e Giuseppe Belloni.

#### Carlo Fontana (1638-1714)
Carlo Fontana nacque a Rancate nel 1638 e ancora adolescente si recò a Roma, dove entrò in contatto con maestri come il Bernini, il Borromini e Pietro da Tortona. Con il primo collaborò nella realizzazione di varie opere commissionate da papa Alessandro VII e dalla sua famiglia e in seguito, precisamente nel 1667, divenne architetto della Basilica di S. Pietro. Fu però a partire dal 1680 che egli si dedicò a quelle opere che maggiormente vengono ricordate e lodate dalla critica, come ad esempio la facciata della chiesa di S. Marcello al Corso negli anni 1682-1684 oppure la cappella battesimale a S. Pietro. Nonostante la sua fortissima presenza nel contesto romano egli progettò anche alcune opere fuori dall'Italia, tra cui la cattedrale di Fulda, le scuderie imperiali di Vienna e la cupola del Duomo di Como.

#### Grazioso Rusca (1757-1829)
Grazioso Rusca, nato a Rancate, fu uno scultore attivo in varie città del Nord Italia, con una preponderanza a Como e soprattutto Milano, dove egli operò nel Duomo diventando anche lo scultore-capo del cantiere. Sulla facciata del Duomo è possibile osservare alcune delle sue opere, come ad esempio il San Luca e alcuni bassorilievi (Mosè salvato dalle acque del Nilo, Il profeta Elia che presenta alla madre il figlio da lui resuscitato, Davide e Golia, Lot fuggente e Adamo scacciato dall'Eden).
La sua produzione artistica è osservabile anche nel suo paese natale, dove egli realizzò la statua di Santo Stefano presente nella piazza del paese e la statua di San Carlo alloggiata nella locale chiesa parrocchiale. Allo stesso Rusca viene attribuito anche il pulpito conservato nella medesima parrocchiale, anche se su questa specifica attribuzione vi è qualche dubbio.

#### Giuseppe Belloni (1898-1964)
Giuseppe Belloni è un artista poco conosciuto in Ticino, ma la cui memoria è molto viva nel cuore degli abitanti di Rancate. Egli infatti operò soprattutto a Lione, e in particolare alla Basilica di Notre-Dame de Fourvière, dove è possibile osservare numerose sue sculture.

## Amministrazione
Ogni famiglia originaria del luogo fa parte del cosiddetto comune patriziale e ha la responsabilità della manutenzione di ogni bene ricadente all'interno dei confini del quartiere.